# ガラーティ・マメルティーノ
ガラーティ・マメルティーノ（イタリア語: Galati Mamertino）は、イタリア共和国シチリア州メッシーナ県にある、人口約2,500人の基礎自治体（コムーネ）。

## 地理

### 位置・広がり
メッシーナ県のコムーネ。県都メッシーナから西南西へ71kmの距離にある。

#### 隣接コムーネ
隣接するコムーネは以下の通り。
- フラッツァノ
- ロンジ
- サン・サルヴァトーレ・ディ・フィターリア
- トルトリーチ